# -どこでもいっしょ- レッツ学校!
『－どこでもいっしょ－ レッツ学校!』は2006年6月15日に発売されたPlayStation Portable用のソフト。どこでもいっしょシリーズの作品である。

## 概要
このゲームはプレイヤーが先生となって、生徒たちと一年間の授業やさまざまな行事を通して交流していくゲームである。授業には「どこでもいっしょ」でおなじみの「コトバを教える授業」の他にも理科、社会、算数、家庭科、体育などがあり、ちょっとした豆知識を学んだり、ミニゲームで遊んだりできる。トピックは「シルバーウィークがもうすぐ起こる」といった2006年時のものとなっており、数年以上経過した現在では時事性が薄れてしまっている。
放課後は部活動の時間になる。しりとり部、漢字部、魚部などがあり、成績によって★が貰える。
★を集めると購買部でコスプレを購入できる。コスプレは対外試合で着ることができる。着るとライフが増えるほか、「コスプレパワー」という様々な特殊能力を発揮できる。特定のコトバを使った際に攻撃力が2倍になったり、相手からの攻撃を跳ね返したり、ライフを回復できたりと様々な効果がある。使ったコスプレは★を消費してクリーニングしないと次の試合では使えない。
BGMはリコーダーやピアノ、トライアングルといった学校にあるような楽器の音色が使われており、いかにも学校らしい雰囲気になっている。グラフィックはトゥーンレンダリングが使われており、線画で描かれたポケピ（ポケット・ピープル）たちが一喜一憂するたびにピョコピョコと動く姿は可愛らしい。

## コトバをおしえる
このゲームのメインとなる授業。自分からコトバを教えることもでき、様々な授業で生徒から質問されることもある。人の名前、職業、するコト、行くトコロ、食べ物、生きモノ、音楽、読むモノ、カラダの一部、あいさつなどのカテゴリから選択し、8文字で単語を入力し、そのコトバについて教える。教えられたコトバはその後生徒達の会話の中に登場することがあるが、大抵はトンチンカンな会話になるため、そのボケを見て楽しむ。また、教えたコトバは部活動や対外試合の「しりとり対戦」で使うことができるため、なるべく色んなコトバを教えておいた方が有利である。なお、教えたコトバは職員室のコトバメモから確認できる。
ちなみに、PSP版どこでもいっしょを遊んでおき、セーブデータを残しておくと教えたコトバを引き継げる

## 行事予定
授業のほかにも季節に応じて様々なイベントが発生する。生徒達と一緒にスポーツに励んだり、文化祭では劇を鑑賞したりと楽しむことが出来る。
- 4月　入学式
- 6月　体育祭
- 8月　夏休み
- 10月　写生会
- 11月　文化祭
- 12月　クリスマス
- 1月　お正月
- 3月　卒業式

## ネットワーク対応
レッツ学校ではネットワークに対応しており、Wi-Fiの「インターネット授業」でニュースサイトから単語を覚えさせることも出来る。また、「号外授業」では2週間に1度、新しい授業を配信していた。ワールドカップや冥王星などネット配信ならではのタイムリーな話題は好評を博していたが、2008年 3月27日をもってダウンロードサービスを終了した。
また、アドホックではしりとり対戦が可能で、自分の教えたコトバを使って対戦することができる。しりとり対戦では相手の使った言葉を覚えることもある。

## キャラクター
- 人間の先生（にんげんのせんせい）

どこでも学校に赴任した人間の先生。プレイヤーのこと。自分の名前を入力できる。
- クロ校長（くろ こうちょう）

どこでも学校の校長先生をやっているクロネコ。ちょっといい加減なところがあるがいい先生。語尾に「みャ」をつける。『週刊トロ・ステーション』に登場するクロとは別人で、「クロの友人」という名目で何度かゲスト出演している。
- 三原ジュン（みはら じゅん）

アイドルを目指しているウサギ。現代っ子で5人の中ではとびぬけて元気がいい。
- R・スズキ（あーる・すずき）

ノーベル賞を目指しているロボット。顔が4面あり、くるくる回って感情を表現する。勉強家で先生よりも詳しいことも。ネットでいろいろと検索するが、間違っていることも多い。
- 井上トロ（いのうえ とろ）

人間になるのがユメの白猫。おとぼけなところがある。語尾に「ニャ」をつける。
- 山本ピエール（やまもとぴえーる）

海外留学を夢見ている乙女（？）の犬。夢見る乙女でジュンとは仲がいい。時々海外のコトバを教えてくれる。
- リッキー（りっきー）

世界一の格闘家を目指して日々修行を続けるカエル。オヤジギャグを飛ばしてはジュンにツッコミを入れられる。
- カーナビ（かーなび）

クロ校長が買って来たカーナビ。カーナビだがバスを運転したり980円とは思えない働きをする。「980円ってゆーな！」が口癖。『週刊トロ・ステーション』に出ているテレビさんとは親戚。
- クロ校しりとり部（くろこう しりとりぶ）

4月に対戦を挑んでくる対戦相手。
- 格闘王チーム（かくとうおう ちーむ）

5月に対戦を挑んでくる対戦相手。
- スポーツしりとり部（すぽーつしりとりぶ）

6月に対戦を挑んでくる対戦相手。
- ヘビメタやろう隊（へびめたやろうたい）

7月に対戦を挑んでくる対戦相手。
- お祭り男チーム（おまつりおとこ ちーむ）

9月に対戦を挑んでくる対戦相手。
- カボチャ大王（かぼちゃだいおう）

10月に対戦を挑んでくる対戦相手。
- ピポサルズ（ぴぽさるず）

11月に対戦を挑んでくる3匹のピポサル。サルゲッチュから特別出演。
このチームからしか手に入れられないコスプレがある。
- サンタクローズ（さんたくろーず）

12月に対戦を挑んでくる対戦相手。
- フィーバー部（ふぃーばーぶ）

1月に対戦を挑んでくる対戦相手。
- 忍術使い部（にんじゅつつかいぶ）

2月に対戦を挑んでくる対戦相手。
- ニセポケピ部（にせぽけぴぶ）

3月に対戦を挑んでくる対戦相手。ジュン、リッキー、ピエールの偽者。（何故かリッキーは熊）

## 主題歌
- オープニングテーマ曲

プラスティック・スクイーズ・ボックス「Dough-Nuts Active Map」
- 校歌

作詞&作曲：南治一徳
歌唱：葛飾区民合唱団